# 劉洛
劉 洛（りゅう らく、生没年不詳）は、五胡十六国時代の前燕の人物。中山郡蒲陰県の出身。弟は劉興。

## 生涯
前燕に仕え、弟の劉興とともに戦いに赴いた。戦いに敗れ、背後から敵軍に追われながら逃げ帰った。
蒲陰県は劉洛らの本名をもって捕らえれば処刑すると布告した。劉興は郡に出頭して、自分が戦列から逃げたと述べた。劉洛は身請する形で劉興の代わりに自分が死ぬと申し出た。
劉洛は「確かなこととして決まりに従い、兄弟を召して争って処刑させる役人のやり方に疑問があります」と述べた。皇帝慕容暐はこの件を聞き、劉洛兄弟は重罪であるとしながらも、兄弟が情義で互いを救おうとする姿勢を喜び、特別に彼らを赦した。
これ以後の事績は、史書に記されていない。